# Ryan Aronin
Ryan Aronin es un médico estadounidense certificado en Medicina Interna que sirve en la facultad de la Facultad de Medicina David Geffen de la Universidad de California en Los Ángeles. Él en particular contribuyó a diagnosticar un tumor cerebral en Maria Menounos. Está autorizado por la Junta Médica de California y el Estado de Nueva York. Está certificado por la Junta Estadounidense de Medicina Interna.

## Educación y primeros años
Completó su educación de pregrado con una licenciatura en ciencias en Biología de la Hofstra Universidad. Luego se graduó de la Universidad Autónoma de Guadalajara y New York Medical College. Complete un residency en medicina interna en el Hofstra Northwell Escuela de Medicina. Se dirigió a sus colegas en la graduación de residencia de medicina interna. Se crio en Nueva York y se mudó a Los Ángeles para adoptar el estilo de vida del California. Celebró el compromiso de Alexa Dell y Harrison Refoua.

## Carrera
Aronin es un miembro de facultad de la David Geffen School of Medicine en UCLA. Él es un médico bilingüe capacitado con fluidez en español. Está dedicado a brindar atención preventiva a la gran comunidad de Los Ángeles. Dr. Aronin es un médico de atención primaria con conocimiento en el tratamiento de la insuficiencia cardíaca, la bronquitis, las enfermedades de transmisión sexual, la depresión y la obesidad.

## Contribuciones médicas
Aronin fue uno de los médicos de María Menounos e instrumental en el diagnóstico de su meningioma. 

## Publicaciones
- Aronin R, Park KW (2017). «Management of Diffuse Pulmonary Coccidioidomycosis in End Stage Renal Disease». Proceedings of UCLA Healthcare 21. Archivado desde el original el 10 de noviembre de 2017. Consultado el 10 de noviembre de 2017.